# 2001–2002-es UEFA-bajnokok ligája
A 2001–2002-es UEFA-bajnokok ligája a legrangosabb európai nemzetközi labdarúgókupa, mely jelenlegi nevén 10., jogelődjeivel együttvéve 47. alkalommal került kiírásra. A döntőnek a glasgowi Hampden Park adott otthont. A döntőt a spanyol Real Madrid nyerte, története során 9. alkalommal.

## Csapatok
A 2001–2002-es UEFA-bajnokok ligájában az alábbi 72 csapat vett részt.
| Csoportkör            | Csoportkör          | Csoportkör         | Csoportkör       |
| --------------------- | ------------------- | ------------------ | ---------------- |
| Manchester United     | Real Madrid         | Olympique Lyonnais | Olimbiakósz      |
| Arsenal               | Deportivo La Coruña | FC Nantes          | Boavista         |
| Juventus              | Bayern München      | PSV Eindhoven      | Sparta Praha     |
| AS Roma               | Schalke 04          | Feyenoord          | Szpartak Moszkva |
| Harmadik selejtezőkör |                     |                    |                  |
| Liverpool FC          | Bayer Leverkusen    | Slavia Praha       | Panathinaikósz   |
| FC Barcelona          | Borussia Dortmund   | Fenerbahçe SK      | Celtic           |
| RCD Mallorca          | Lille OSC           | Rosenborg          | Tirol Innsbruck  |
| Lazio                 | Ajax                | Grasshopper        | Dinamo Kijiv     |
| Parma FC              | Lokomotyiv Moszkva  |                    |                  |
| Második selejtezőkör  |                     |                    |                  |
| Steaua București      | FC København        | Inter Bratislava   | Crvena zvezda    |
| Hajduk Split          | Galatasaray SK      | AC Lugano          | Wisła Kraków     |
| Rangers               | NK Maribor          | Anderlecht         | Ferencvárosi TC  |
| FC Porto              | Brann               | Halmstads BK       | Makkabi Haifa    |
| Omónia                | Sahtar Doneck       |                    |                  |
| Első selejtezőkör     |                     |                    |                  |
| Torpedo Kutaiszi      | Skonto              | Sheriff Tiraspol   | Valletta FC      |
| Levszki Szofija       | Vllaznia            | F91 Dudelange      | Bohemians        |
| Haka                  | Linfield            | Sloga Jugomagnat   | Barry Town FC    |
| VB Vágur              | KR Reykjavík        | Araks Ararat       | Levadia          |
| Şəmkir FK             | FBK Kaunas          | Slavia-Mozyr       | Željezničar      |

## Selejtezők
A selejtezőket három fordulóban bonyolították le 2001. július 11. és augusztus 22. között. A selejtezőben 56 csapat vett részt.

### 1. selejtezőkör
Az első selejtezőkör párosításainak győztesei a második selejtezőkörbe jutottak, a vesztesek kiestek. Az első mérkőzéseket 2001. július 11-én, a visszavágókat július 18-án játszották.
| 1. csapat        | Össz.Tooltip Aggregate score | 2. csapat        | 1. mérk. | 2. mérk. |
| ---------------- | ---------------------------- | ---------------- | -------- | -------- |
| Araks Ararat     | 0–3                          | Sheriff Tiraspol | 0–1      | 0–2      |
| Linfield         | 0–1                          | Torpedo Kutaiszi | 0–0      | 0–1      |
| Bohemians        | 3–0                          | Levadia          | 3–0      | 0–0      |
| F91 Dudelange    | 2–6                          | Skonto           | 1–6      | 1–0      |
| Levszki Szofija  | 4–0                          | Željezničar      | 4–0      | 0–0      |
| VB Vágur         | 0–5                          | Slavia-Mozyr     | 0–0      | 0–5      |
| Valletta FC      | 0–5                          | Haka             | 0–0      | 0–5      |
| Sloga Jugomagnat | 1–1 (i.g.)                   | FBK Kaunas       | 0–0      | 1–1      |
| KR               | 2–2 (i.g.)                   | Vllaznia Shkodër | 2–1      | 0–1      |
| Barry Town FC    | 3–0                          | Şəmkir FK        | 2–0      | 1–0      |

### 2. selejtezőkör
A 2. selejtezőkör párosításainak győztesei a 3. selejtezőkörbe jutottak, a vesztesek kiestek. Az első mérkőzéseket 2001. július 24 és 25-én, a visszavágókat július 31-én és augusztus 1-jén játszották.
| 1. csapat        | Össz.Tooltip Aggregate score | 2. csapat        | 1. mérk. | 2. mérk.   |
| ---------------- | ---------------------------- | ---------------- | -------- | ---------- |
| Haka             | 3–1                          | Makkabi Haifa    | 0–1      | 3–0        |
| Sahtar Doneck    | 4–2                          | AC Lugano        | 3–0      | 1–2        |
| Omónia           | 2–3                          | Crvena zvezda    | 1–1      | 1–2        |
| Ferencvárosi TC  | 0–0 (t. 4–5)                 | Hajduk Split     | 0–0      | 0–0 (h.u.) |
| FC Porto         | 9–3                          | Barry Town FC    | 8–0      | 1–3        |
| NK Maribor       | 1–6                          | Rangers          | 0–3      | 1–3        |
| Galatasaray SK   | 6–1                          | Vllaznia Shkodër | 2–0      | 4–1        |
| Slavia-Mozyr     | 0–2                          | Inter Bratislava | 0–1      | 0–1        |
| Anderlecht       | 6–1                          | Sheriff Tiraspol | 4–0      | 2–1        |
| Torpedo Kutaiszi | 2–4                          | FC København     | 1–1      | 1–3        |
| Levszki Szofija  | 1–1 (i.g.)                   | Brann            | 0–0      | 1–1        |
| Skonto           | 1–3                          | Wisła Kraków     | 1–2      | 0–1        |
| Bohemians        | 1–4                          | Halmstads BK     | 1–2      | 0–2        |
| Steaua București | 5–1                          | Sloga Jugomagnat | 3–0      | 2–1        |

### 3. selejtezőkör
A 3. selejtezőkör párosításainak győztesei a csoportkörbe jutottak, a vesztesek az UEFA-kupa első fordulójába kerültek. Az első mérkőzéseket 2001. augusztus 7-én, 8-án, a visszavágókat augusztus 21-én és 22-én játszották.
| 1. csapat          | Össz.Tooltip Aggregate score | 2. csapat         | 1. mérk. | 2. mérk.   |
| ------------------ | ---------------------------- | ----------------- | -------- | ---------- |
| Sahtar Doneck      | 1–5                          | Borussia Dortmund | 0–2      | 1–3        |
| Lokomotyiv Moszkva | 3–2                          | Tirol Innsbruck   | 3–1      | 0–1        |
| Steaua București   | 3–5                          | Dinamo Kijiv      | 2–4      | 1–1        |
| Haka               | 1–9                          | Liverpool FC      | 0–5      | 1–4        |
| Hajduk Split       | 1–2                          | RCD Mallorca      | 1–0      | 0–2 (h.u.) |
| Crvena zvezda      | 0–3                          | Bayer Leverkusen  | 0–0      | 0–3        |
| Wisła Kraków       | 3–5                          | FC Barcelona      | 3–4      | 0–1        |
| FC København       | 3–5                          | Lazio             | 2–1      | 1–4        |
| Inter Bratislava   | 3–7                          | Rosenborg         | 3–3      | 0–4        |
| Halmstads BK       | 3–4                          | Anderlecht        | 2–3      | 1–1        |
| Slavia Praha       | 1–3                          | Panathinaikósz    | 1–2      | 0–1        |
| Galatasaray SK     | 3–2                          | Levszki Szofija   | 2–1      | 1–1        |
| Ajax               | 2–3                          | Celtic            | 1–3      | 1–0        |
| FC Porto           | 5–4                          | Grasshopper       | 2–2      | 3–2        |
| Parma FC           | 1–2                          | Lille OSC         | 0–2      | 1–0        |
| Rangers            | 1–2                          | Fenerbahçe SK     | 0–0      | 1–2        |

## Első csoportkör
A csoportkörben 32 csapat vett részt, a sorsoláskor nyolc darab négycsapatos csoportot képeztek. A csoportokban a csapatok körmérkőzéses, oda-visszavágós rendszerben mérkőztek meg egymással. A csoportok első  két helyezettje a második csoportkörbe jutott. A harmadik helyezettek az UEFA-kupa harmadik fordulójába kerültek. A negyedik helyezettek kiestek.

### A csoport
| Hely. | Csapat             | M | Gy | D | V | G+ | G– | Gk | P  | Továbbjutás                         |  | RMA | ROM | LMO | AND |
| ----- | ------------------ | - | -- | - | - | -- | -- | -- | -- | ----------------------------------- |  | --- | --- | --- | --- |
| 1.    | Real Madrid        | 6 | 4  | 1 | 1 | 13 | 5  | +8 | 13 | Továbbjutott a második csoportkörbe |  | —   | 1–1 | 4–0 | 4–1 |
| 2.    | AS Roma            | 6 | 2  | 3 | 1 | 6  | 5  | +1 | 9  | Továbbjutott a második csoportkörbe |  | 1–2 | —   | 2–1 | 1–1 |
| 3.    | Lokomotyiv Moszkva | 6 | 2  | 1 | 3 | 9  | 9  | 0  | 7  | Átkerült az UEFA-kupába             |  | 2–0 | 0–1 | —   | 1–1 |
| 4.    | Anderlecht         | 6 | 0  | 3 | 3 | 4  | 13 | −9 | 3  |                                     |  | 0–2 | 0–0 | 1–5 | —   |

### B csoport
| Hely. | Csapat            | M | Gy | D | V | G+ | G– | Gk | P  | Továbbjutás                         |  | LIV | BOA | DOR | DKV |
| ----- | ----------------- | - | -- | - | - | -- | -- | -- | -- | ----------------------------------- |  | --- | --- | --- | --- |
| 1.    | Liverpool FC      | 6 | 3  | 3 | 0 | 7  | 3  | +4 | 12 | Továbbjutott a második csoportkörbe |  | —   | 1–1 | 2–0 | 1–0 |
| 2.    | Boavista          | 6 | 2  | 2 | 2 | 8  | 7  | +1 | 8  | Továbbjutott a második csoportkörbe |  | 1–1 | —   | 2–1 | 3–1 |
| 3.    | Borussia Dortmund | 6 | 2  | 2 | 2 | 6  | 7  | −1 | 8  | Átkerült az UEFA-kupába             |  | 0–0 | 2–1 | —   | 1–0 |
| 4.    | Dinamo Kijiv      | 6 | 1  | 1 | 4 | 5  | 9  | −4 | 4  |                                     |  | 1–2 | 1–0 | 2–2 | —   |

### C csoport
| Hely. | Csapat         | M | Gy | D | V | G+ | G– | Gk | P  | Továbbjutás                         |  | PAN | ARS | MLL | SCH |
| ----- | -------------- | - | -- | - | - | -- | -- | -- | -- | ----------------------------------- |  | --- | --- | --- | --- |
| 1.    | Panathinaikósz | 6 | 4  | 0 | 2 | 8  | 3  | +5 | 12 | Továbbjutott a második csoportkörbe |  | —   | 1–0 | 2–0 | 2–0 |
| 2.    | Arsenal        | 6 | 3  | 0 | 3 | 9  | 9  | 0  | 9  | Továbbjutott a második csoportkörbe |  | 2–1 | —   | 3–1 | 3–2 |
| 3.    | RCD Mallorca   | 6 | 3  | 0 | 3 | 4  | 9  | −5 | 9  | Átkerült az UEFA-kupába             |  | 1–0 | 1–0 | —   | 0–4 |
| 4.    | Schalke 04     | 6 | 2  | 0 | 4 | 9  | 9  | 0  | 6  |                                     |  | 0–2 | 3–1 | 0–1 | —   |

### D csoport
| Hely. | Csapat         | M | Gy | D | V | G+ | G– | Gk | P  | Továbbjutás                         |  | NAN | GAL | PSV | LAZ |
| ----- | -------------- | - | -- | - | - | -- | -- | -- | -- | ----------------------------------- |  | --- | --- | --- | --- |
| 1.    | FC Nantes      | 6 | 3  | 2 | 1 | 8  | 3  | +5 | 11 | Továbbjutott a második csoportkörbe |  | —   | 0–1 | 4–1 | 1–0 |
| 2.    | Galatasaray SK | 6 | 3  | 1 | 2 | 5  | 4  | +1 | 10 | Továbbjutott a második csoportkörbe |  | 0–0 | —   | 2–0 | 1–0 |
| 3.    | PSV Eindhoven  | 6 | 2  | 1 | 3 | 6  | 9  | −3 | 7  | Átkerült az UEFA-kupába             |  | 0–0 | 3–1 | —   | 1–0 |
| 4.    | Lazio          | 6 | 2  | 0 | 4 | 4  | 7  | −3 | 6  |                                     |  | 1–3 | 1–0 | 2–1 | —   |

### E csoport
| Hely. | Csapat    | M | Gy | D | V | G+ | G– | Gk | P  | Továbbjutás                         |  | JUV | POR | CEL | ROS |
| ----- | --------- | - | -- | - | - | -- | -- | -- | -- | ----------------------------------- |  | --- | --- | --- | --- |
| 1.    | Juventus  | 6 | 3  | 2 | 1 | 11 | 8  | +3 | 11 | Továbbjutott a második csoportkörbe |  | —   | 3–1 | 3–2 | 1–0 |
| 2.    | FC Porto  | 6 | 3  | 1 | 2 | 7  | 5  | +2 | 10 | Továbbjutott a második csoportkörbe |  | 0–0 | —   | 3–0 | 1–0 |
| 3.    | Celtic    | 6 | 3  | 0 | 3 | 8  | 11 | −3 | 9  | Átkerült az UEFA-kupába             |  | 4–3 | 1–0 | —   | 1–0 |
| 4.    | Rosenborg | 6 | 1  | 1 | 4 | 4  | 6  | −2 | 4  |                                     |  | 1–1 | 1–2 | 2–0 | —   |

### F csoport
| Hely. | Csapat             | M | Gy | D | V | G+ | G– | Gk | P  | Továbbjutás                         |  | BAR | LEV | LYO | FEN |
| ----- | ------------------ | - | -- | - | - | -- | -- | -- | -- | ----------------------------------- |  | --- | --- | --- | --- |
| 1.    | FC Barcelona       | 6 | 5  | 0 | 1 | 12 | 5  | +7 | 15 | Továbbjutott a második csoportkörbe |  | —   | 2–1 | 2–0 | 1–0 |
| 2.    | Bayer Leverkusen   | 6 | 4  | 0 | 2 | 10 | 9  | +1 | 12 | Továbbjutott a második csoportkörbe |  | 2–1 | —   | 2–4 | 2–1 |
| 3.    | Olympique Lyonnais | 6 | 3  | 0 | 3 | 10 | 9  | +1 | 9  | Átkerült az UEFA-kupába             |  | 2–3 | 0–1 | —   | 3–1 |
| 4.    | Fenerbahçe SK      | 6 | 0  | 0 | 6 | 3  | 12 | −9 | 0  |                                     |  | 0–3 | 1–2 | 0–1 | —   |

### G csoport
| Hely. | Csapat              | M | Gy | D | V | G+ | G– | Gk | P  | Továbbjutás                         |  | DEP | MUN | LIL | OLY |
| ----- | ------------------- | - | -- | - | - | -- | -- | -- | -- | ----------------------------------- |  | --- | --- | --- | --- |
| 1.    | Deportivo La Coruña | 6 | 2  | 4 | 0 | 10 | 8  | +2 | 10 | Továbbjutott a második csoportkörbe |  | —   | 2–1 | 1–1 | 2–2 |
| 2.    | Manchester United   | 6 | 3  | 1 | 2 | 10 | 6  | +4 | 10 | Továbbjutott a második csoportkörbe |  | 2–3 | —   | 1–0 | 3–0 |
| 3.    | Lille OSC           | 6 | 1  | 3 | 2 | 7  | 7  | 0  | 6  | Átkerült az UEFA-kupába             |  | 1–1 | 1–1 | —   | 3–1 |
| 4.    | Olimbiakósz         | 6 | 1  | 2 | 3 | 6  | 12 | −6 | 5  |                                     |  | 1–1 | 0–2 | 2–1 | —   |

### H csoport
| Hely. | Csapat           | M | Gy | D | V | G+ | G– | Gk | P  | Továbbjutás                         |  | BAY | SPP | FEY | SPM |
| ----- | ---------------- | - | -- | - | - | -- | -- | -- | -- | ----------------------------------- |  | --- | --- | --- | --- |
| 1.    | Bayern München   | 6 | 4  | 2 | 0 | 14 | 5  | +9 | 14 | Továbbjutott a második csoportkörbe |  | —   | 0–0 | 3–1 | 5–1 |
| 2.    | Sparta Praha     | 6 | 3  | 2 | 1 | 10 | 3  | +7 | 11 | Továbbjutott a második csoportkörbe |  | 0–1 | —   | 4–0 | 2–0 |
| 3.    | Feyenoord        | 6 | 1  | 2 | 3 | 7  | 14 | −7 | 5  | Átkerült az UEFA-kupába             |  | 2–2 | 0–2 | —   | 2–1 |
| 4.    | Szpartak Moszkva | 6 | 0  | 2 | 4 | 7  | 16 | −9 | 2  |                                     |  | 1–3 | 2–2 | 2–2 | —   |

## Második csoportkör
A második csoportkörben az a 16 csapat vett részt, amelyek az első csoportkör során a saját csoportjuk első két helyének valamelyikén végeztek. A csoportokban a csapatok körmérkőzéses, oda-visszavágós rendszerben mérkőztek meg egymással. A csoportok első két helyezettje az egyenes kieséses szakaszba jutott. A harmadik és negyedik helyezettek kiestek.

### A csoport
| Hely. | Csapat            | M | Gy | D | V | G+ | G– | Gk  | P  | Továbbjutás                                |     | MUN | BAY | BOA | NAN |
| ----- | ----------------- | - | -- | - | - | -- | -- | --- | -- | ------------------------------------------ | --- | --- | --- | --- | --- |
| 1.    | Manchester United | 6 | 3  | 3 | 0 | 13 | 3  | +10 | 12 | Továbbjutott az egyenes kieséses szakaszba |     | —   | 0–0 | 3–0 | 5–1 |
| 2.    | Bayern München    | 6 | 3  | 3 | 0 | 5  | 2  | +3  | 12 | Továbbjutott az egyenes kieséses szakaszba |     | 1–1 | —   | 1–0 | 2–1 |
| 3.    | Boavista          | 6 | 1  | 2 | 3 | 2  | 8  | −6  | 5  |                                            |     | 0–3 | 0–0 | —   | 1–0 |
| 4.    | Nantes            | 6 | 0  | 2 | 4 | 4  | 11 | −7  | 2  |                                            | 1–1 | 0–1 | 1–1 | —   |     |

### B csoport
| Hely. | Csapat       | M | Gy | D | V | G+ | G– | Gk | P | Továbbjutás                                |     | BAR | LIV | ROM | GAL |
| ----- | ------------ | - | -- | - | - | -- | -- | -- | - | ------------------------------------------ | --- | --- | --- | --- | --- |
| 1.    | FC Barcelona | 6 | 2  | 3 | 1 | 7  | 7  | 0  | 9 | Továbbjutott az egyenes kieséses szakaszba |     | —   | 0–0 | 1–1 | 2–2 |
| 2.    | Liverpool FC | 6 | 1  | 4 | 1 | 4  | 4  | 0  | 7 | Továbbjutott az egyenes kieséses szakaszba |     | 1–3 | —   | 2–0 | 0–0 |
| 3.    | AS Roma      | 6 | 1  | 4 | 1 | 6  | 5  | +1 | 7 |                                            |     | 3–0 | 0–0 | —   | 1–1 |
| 4.    | Galatasaray  | 6 | 0  | 5 | 1 | 5  | 6  | −1 | 5 |                                            | 0–1 | 1–1 | 1–1 | —   |     |

### C csoport
| Hely. | Csapat         | M | Gy | D | V | G+ | G– | Gk | P  | Továbbjutás                                |     | RMA | PAN | SPP | POR |
| ----- | -------------- | - | -- | - | - | -- | -- | -- | -- | ------------------------------------------ | --- | --- | --- | --- | --- |
| 1.    | Real Madrid    | 6 | 5  | 1 | 0 | 14 | 5  | +9 | 16 | Továbbjutott az egyenes kieséses szakaszba |     | —   | 3–0 | 3–0 | 1–0 |
| 2.    | Panathinaikósz | 6 | 2  | 2 | 2 | 7  | 8  | −1 | 8  | Továbbjutott az egyenes kieséses szakaszba |     | 2–2 | —   | 2–1 | 0–0 |
| 3.    | Sparta Praha   | 6 | 2  | 0 | 4 | 6  | 10 | −4 | 6  |                                            |     | 2–3 | 0–2 | —   | 2–0 |
| 4.    | FC Porto       | 6 | 1  | 1 | 4 | 3  | 7  | −4 | 4  |                                            | 1–2 | 2–1 | 0–1 | —   |     |

### D csoport
| Hely. | Csapat              | M | Gy | D | V | G+ | G– | Gk | P  | Továbbjutás                                |     | LEV | DEP | ARS | JUV |
| ----- | ------------------- | - | -- | - | - | -- | -- | -- | -- | ------------------------------------------ | --- | --- | --- | --- | --- |
| 1.    | Bayer Leverkusen    | 6 | 3  | 1 | 2 | 11 | 11 | 0  | 10 | Továbbjutott az egyenes kieséses szakaszba |     | —   | 3–0 | 1–1 | 3–1 |
| 2.    | Deportivo La Coruña | 6 | 3  | 1 | 2 | 7  | 6  | +1 | 10 | Továbbjutott az egyenes kieséses szakaszba |     | 1–3 | —   | 2–0 | 2–0 |
| 3.    | Arsenal             | 6 | 2  | 1 | 3 | 8  | 8  | 0  | 7  |                                            |     | 4–1 | 0–2 | —   | 3–1 |
| 4.    | Juventus            | 6 | 2  | 1 | 3 | 7  | 8  | −1 | 7  |                                            | 4–0 | 0–0 | 1–0 | —   |     |

## Egyenes kieséses szakasz
Az egyenes kieséses szakaszban az a 8 csapat vett részt, amelyek a második csoportkör során a saját csoportjuk első két helyének valamelyikén végeztek.
|  | Negyeddöntők        | Negyeddöntők        | Negyeddöntők            | Negyeddöntők            | Negyeddöntők |   |                   | Elődöntők         | Elődöntők | Elődöntők | Elődöntők | Elődöntők |  |  | Döntő | Döntő | Döntő |  |
|  |                     |                     |                         |                         |              |   |                   |                   |           |           |           |           |  |  |       |       |       |  |
|  | Deportivo La Coruña | Deportivo La Coruña | 0                       | 2                       | 2            |   |                   |                   |           |           |           |           |  |  |       |       |       |  |
|  | Deportivo La Coruña | Deportivo La Coruña | 0                       | 2                       | 2            |   |                   |                   |           |           |           |           |  |  |       |       |       |  |
|  | Manchester United   | Manchester United   | 2                       | 3                       | 5            |   |                   |                   |           |           |           |           |  |  |       |       |       |  |
|  | Manchester United   | Manchester United   | 2                       | 3                       | 5            |   | Manchester United | Manchester United | 2         | 1         | 3         |           |  |  |       |       |       |  |
|  |                     |                     |                         |                         |              |   | Manchester United | Manchester United | 2         | 1         | 3         |           |  |  |       |       |       |  |
|  |                     |                     | Bayer Leverkusen (i.g.) | Bayer Leverkusen (i.g.) | 2            | 1 | 3                 |                   |           |           |           |           |  |  |       |       |       |  |
|  | Liverpool FC        | Liverpool FC        | Bayer Leverkusen (i.g.) | Bayer Leverkusen (i.g.) | 2            | 1 | 3                 | 1                 | 2         | 3         |           |           |  |  |       |       |       |  |
|  | Liverpool FC        | Liverpool FC        |                         |                         |              |   |                   |                   |           | 3         |           |           |  |  |       |       |       |  |
|  | Bayer Leverkusen    | Bayer Leverkusen    | 0                       | 4                       | 4            |   |                   |                   |           |           |           |           |  |  |       |       |       |  |
|  | Bayer Leverkusen    | Bayer Leverkusen    | 0                       | 4                       | 4            |   | Bayer Leverkusen  | Bayer Leverkusen  | 1         |           |           |           |  |  |       |       |       |  |
|  |                     |                     |                         |                         |              |   |                   |                   |           |           |           |           |  |  |       |       |       |  |
|  |                     |                     | Real Madrid             | Real Madrid             | 2            |   |                   |                   |           |           |           |           |  |  |       |       |       |  |
|  | Panathinaikósz      | Panathinaikósz      | Real Madrid             | Real Madrid             | 2            | 1 | 1                 | 2                 |           |           |           |           |  |  |       |       |       |  |
|  | Panathinaikósz      | Panathinaikósz      |                         |                         |              |   |                   | 2                 |           |           |           |           |  |  |       |       |       |  |
|  | FC Barcelona        | FC Barcelona        | 0                       | 3                       | 3            |   |                   |                   |           |           |           |           |  |  |       |       |       |  |
|  | FC Barcelona        | FC Barcelona        | 0                       | 3                       | 3            |   | FC Barcelona      | FC Barcelona      | 0         | 1         | 1         |           |  |  |       |       |       |  |
|  |                     |                     |                         |                         |              |   | FC Barcelona      | FC Barcelona      | 0         | 1         | 1         |           |  |  |       |       |       |  |
|  |                     |                     | Real Madrid             | Real Madrid             | 2            | 1 | 3                 |                   |           |           |           |           |  |  |       |       |       |  |
|  | Bayern München      | Bayern München      | Real Madrid             | Real Madrid             | 2            | 1 | 3                 | 2                 | 0         | 2         |           |           |  |  |       |       |       |  |
|  | Bayern München      | Bayern München      |                         |                         |              |   |                   |                   |           | 2         |           |           |  |  |       |       |       |  |
|  | Real Madrid         | Real Madrid         | 1                       | 2                       | 3            |   |                   |                   |           |           |           |           |  |  |       |       |       |  |

### Negyeddöntők
Az első mérkőzéseket 2002. április 2-án és 3-án, a visszavágókat április 9-én és 10-én játszották.
| 1. csapat           | Össz.Tooltip Aggregate score | 2. csapat         | 1. mérk. | 2. mérk. |
| ------------------- | ---------------------------- | ----------------- | -------- | -------- |
| Panathinaikósz      | 2–3                          | FC Barcelona      | 1–0      | 1–3      |
| Bayern München      | 2–3                          | Real Madrid       | 2–1      | 0–2      |
| Deportivo La Coruña | 2–5                          | Manchester United | 0–2      | 2–3      |
| Liverpool FC        | 3–4                          | Bayer Leverkusen  | 1–0      | 2–4      |

### Elődöntők
Az első mérkőzéseket 2002. április 23-án és 24-én, a visszavágókat április 30-án és május 1-jén játszották.
| 1. csapat         | Össz.Tooltip Aggregate score | 2. csapat        | 1. mérk. | 2. mérk. |
| ----------------- | ---------------------------- | ---------------- | -------- | -------- |
| FC Barcelona      | 1–3                          | Real Madrid      | 0–2      | 1–1      |
| Manchester United | 3–3 (i.g.)                   | Bayer Leverkusen | 2–2      | 1–1      |

### Döntő
| 2002. május 15. 19:45 (20:45 CEST) |

| Bayer Leverkusen | 1–2               | Real Madrid        |
| ---------------- | ----------------- | ------------------ |
| Lúcio 13'        | (1–2) Jegyzőkönyv | Raúl 8' Zidane 45' |

| Hampden Park, Glasgow Nézőszám: 52 000 Játékvezető: Urs Meier (svájci) |

| A 2001–2002-es UEFA-bajnokok ligája győztese |
| -------------------------------------------- |
| Real Madrid 9. cím                           |